# Chiesa della Santissima Trinità (Pavia)
La chiesa della Santissima Trinità è una chiesa sconsacrata di Pavia, in Lombardia.

## Storia e descrizione
La chiesa ha origini altomedievali, dato che fu fondata, intorno al 996, dal conte Bernardo e da sua moglie Roglinda. Nell'estimo del 1250 è menzionata tra le parrocchie urbane e nella visita apostolica del 1576 contava circa 200 parrocchiani, mentre il clero era composta da cinque canonici e cinque cappellani, salito, nel 1769, a ben dodici sacerdoti e otto chierici. L'ente, che nel 1780 contava 530 parrocchiani, era anche proprietario di molti fondi agricoli situati nel contado di Pavia. Nel 1788, in attuazione del piano governativo di riordino delle parrocchie urbane, venne soppressa e ceduta a privati. Nulla rimane dell'edificio medievale, dato la chiesa venne integralmente ricostruita in forme barocche nel 1652.